# وصیت‌نامه

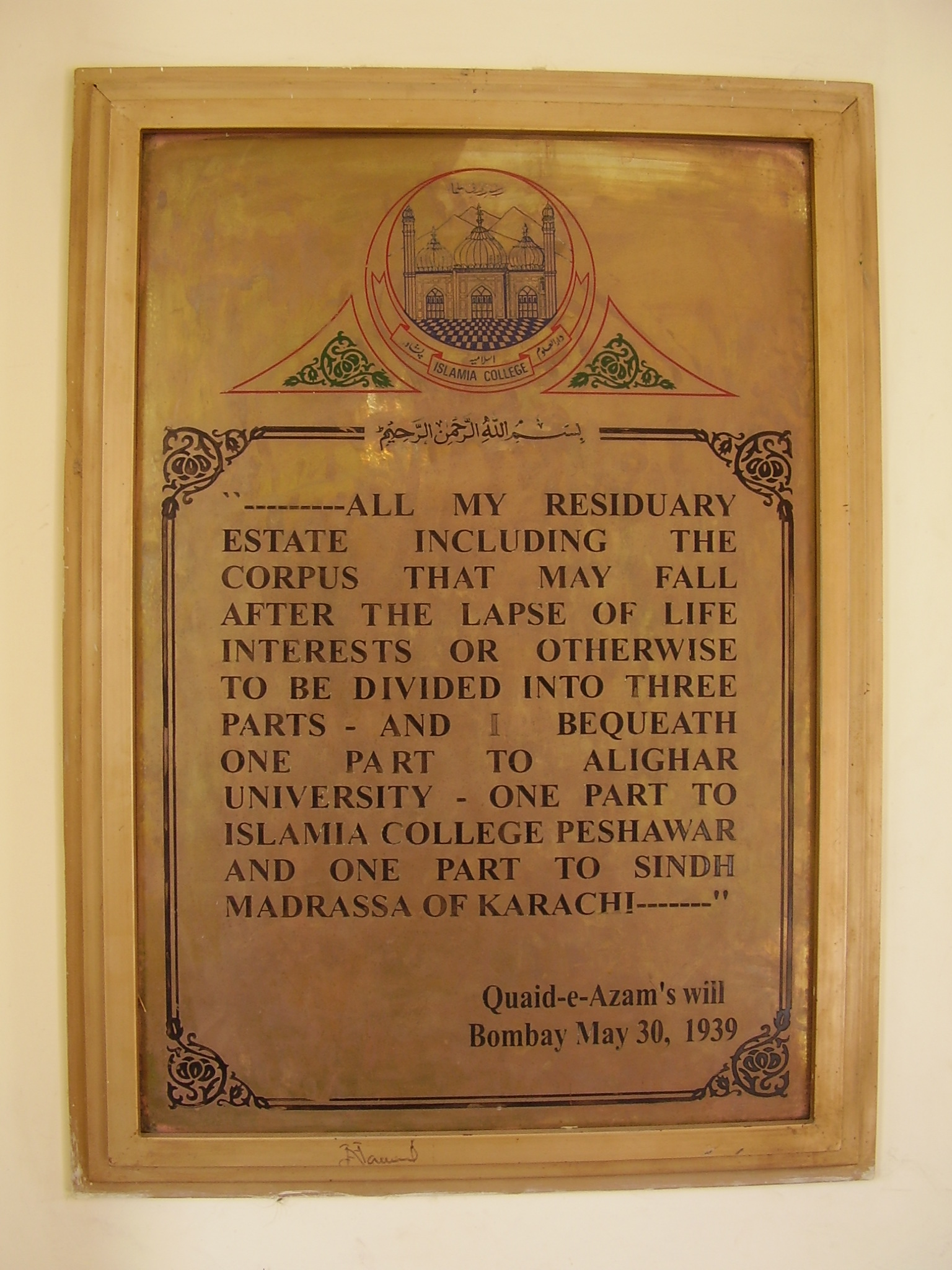
بخشی از وصیت‌نامه محمدعلی جناح

وصیت‌نامه سندی قانونی‌ست که به‌موجب آن، شخص وصیت‌کننده می‌تواند برای اموال خود تعیین تکلیف کند.
وصیت از ریشه '«وَصِیَ» 'است و «أرض واصیة» یعنی زمینی که از گیاهِ به‌هم متصل سراسر پوشیده‌است.

## انواع وصیت در حقوق ایران
مطابق ماده ۸۲۵ قانون مدنی ایران وصیت به دو نوع تقسیم می شود:وصیت تملیکی و وصیت عهدی.ماده ۸۲۶ نیز به تعریف این دو نوع وصیت پرداخته است براین اساس:«وصیت تملیکی عبارت است از اینکه کسی عین یا منفعتی را از مال خود برای زمان بعد از فوتش به دیگری مجانا تملیک کند.وصیت عهدی عبارت است از اینکه شخصی یک یا چند نفر را برای انجام امر یا اموری یا تصرفات دیگری مأمور می نماید.»
شخصی که وصیت می کند موصی،شخص یا اشخاصی که وصیت تملیکی به نفع آنان است موصی له،موردی که نسبت به آن وصیت صورت گرفته موصی به و کسی که به موجب وصیت عهدی مأمور انجام امور مربوط به یک سوم مال موصی یا فرزند صغیر او شده،وصی نام دارد.
در خصوص وصیت تملیکی،موصی تنها می تواند یک سوم از عین یا منفعت اموالش را در زمان بعد از مرگش به دیگران منتقل کند منظور از انتقال منفعت آن است که شخص موصی، مالک مالی است و حالا وصیت می کند تا پس از مرگش منفعت آن مال به دیگری داده شود یعنی آن مال پس از مرگ موصی به اجاره شخص موصی له دربیاید؛انتقال عین نیز به معنی آن است که پس از مرگ موصی،مالکیت مال به موصی له واگذار شود.اگر موصی برای بیش از یک سوم اموال خود تعیین تکلیف کرده باشد اثری نخواهد داشت مگر اینکه سایر وراث پس از مرگ موصی اجازه دهند که به نسبت سهم الارثشان به وصیت عمل شود بنابراین هر یک از وراث که وصیت موصی را نسبت به بیش از یک سوم اموالش اجازه دهد از سهم الارث او به نسبت،کاسته خواهد شد.
وصیت تملیکی باید توسط موصی له قبول شود تا عین یا منفعت مال مورد وصیت به او انتقال گردد بنابراین وصیتی که موصی تنظیم کرده نوعی ایجاب است که اگر موصی له آنرا قبول نماید باعث تشکیل عقد می شود و حقوقدانان از آن به عنوان قرارداد وصیت تملیکی یاد می کنند.البته اگر موصی له وصیت تملیکی غیر قابل شمارش باشند مثل اینکه وصیت به نفع امور عام المنفعه باشد نیازی به قبول موصی له وجود ندارد.
اگر عین یا منفعت مالی که موصی در وصیت تملیکی به موصی له واگذار کرده مال موصی نباشد وصیت،باطل خواهد بود.
هیچ کس نمی تواند به موجب وصیت خود،یک یا چند نفر از ورثه خود را از ارث بردن محروم کند و چنین وصیتی باطل تلقی می شود.
در وصیت عهدی،شخص وصی مأمور می شود تا نسبت به یک سوم اموال مورد وصیت اقداماتی که موصی در حدود وصیت به او واگذار کرده انجام دهد یا اینکه اگر موصی فرزند صغیری داشته امور غیر مالی و مالی مربوط به صغیر را تا زمانی که بالغ و رشید می شود برعهده بگیرد.در وصیت عهدی وصی تا زمانی که موصی زنده است اگر از تنظیم وصیت و مفاد آن خبر داشته می تواند وصیت را رد کند اما اگر موصی فوت شود،وصی حق رد وصیت را ندارد.

## وصیت در فقه اسلامی
وصیت در اصطلاح فقهی، خود چند قسم شده‌است. روح‌الله خمینی در تحریرالوسیله آورده‌است: «وصیت یا تملیکیّه است مثل اینکه وصیت می‌کند به چیزی از ترکه‌اش برای زید؛ و وصیت کردن به مسلط شدن بر حق، ملحق به تملیکیّه می‌شود؛ یا عهدیه است مثل اینکه وصیت می‌کند به آنچه که به تجهیزش یا به اجیر گرفتن برای حج یا نماز برایش یا مانند اینها تعلق دارد؛ یا فکّیه است که به فکّ ملکی تعلق دارد مانند وصیت کردن به آزاد نمودن.» پس به‌طور کلی می‌توان وصیت فقهی را مربوط به احوال شخصیه وصیت‌کننده و پیگیریِ آن، دانست؛ و افرادی که به ترتیب شایستهٔ انفاق هستند، عبارتند از:
1. پدر و مادر
2. خود و خانواده اش
3. نزدیکان فقیر
4. همسایگان فقیر
5. در راه خدا که اجرش از همه کمتر است[۴]

وصیت به معنای سفارش، پند و اندرز نیز به کار رفته‌است. راغب اصفهانی در مفردات اینطور آورده: «وصیت سفارش کردن بر دیگری همراه با پند و موعظه، جهت فرمان بردن و عمل نمودن است.»

## در حقوق ایران[۶]
قانون امور حسبی ایران چهار نوع وصیت نامه را برشمرده است:
- وصیت نامه خودنوشت:ساده ترین نوع وصیت نامه است و شخص وصیت کننده(موصی)می تواند آن را به طور پنهانی تنظیم کرده و لازم نیست که بابت تنظیم آن هزینه ای بپردازد،ماده ۲۷۸ قانون امور حسبی در خصوص این نوع وصیت نامه می گوید:«وصیت نامه خودنوشت در صورتی معتبر است که تمام آن به خط موصی نوشته شده و دارای تاریخ روز،ماه و سال به خط موصی بوده و به امضای او رسیده باشد.»

خطری که این نوع از وصیت نامه ها را تهدید می کند امکان جعل آنهاست به علاوه ممکن است وصیت نامه خودنوشت پس از مرگ موصی مفقود شود.همانطور که در متن ماده ۲۷۸ مشخص است وصیت نامه خودنوشت حتما باید به خط شخص موصی باشد وگرنه اثری ندارد.اگر در ظرف سه ماه از صدور گواهی حصر وراثت،وصیت نامه خود نوشت تحویل دادگاه آخرین محل اقامت موصی نشود وصیت نامه خود نوشت بی اعتبار خواهد شد.
- وصیت نامه رسمی:وصیت نامه رسمی،وصیت نامه ای است که مطابق سایر اسناد رسمی به ثبت رسیده باشد.ماده ۲۷۷ قانون امور حسبی در این خصوص مقرر داشته:«ترتیب تنظیم وصیت نامه رسمی و اعتبار آن به طوری است که برای اسناد تنظیم شده در دفاتر اسناد رسمی مقرر است.» اسناد رسمی نیز مطابق قانون مدنی ایران،اسنادی هستند که در اداره ثبت اسناد و املاک یا دفاتر اسناد رسمی و یا به وسیله مأمورین رسمی تنظیم شده باشد.مزیت هایی که وصیت نامه های رسمی دارد آن است که امکان تحریف در آنها بسیار کم است همچنین با ثبت شدن در نزد مراجع ثبتی و دفاتر ثبت اسناد امکان گم شدن آن وجود ندارد به علاوه برای اجرای آن نیازی به مراجعه به دادگاه نیست و واحدهای اجرای ثبت می توانند آنرا اجرا نمایند.در مقابل هزینه بر بودن ثبت این وصیت نامه ها و البته عدم امکان پنهان نگه داشتن مفاد وصیت نامه های رسمی از معایب این وصیت نامه هاست.
- وصیت نامه سرّی:ترکیبی از وصیت نامه های خودنوشت و وصیت نامه های رسمی بوده و دارای تشریفات اداری زیادی است.ماده ۲۷۹ قانون امور حسبی در این خصوص بیان داشته:«وصیت نامه سرّی ممکن است به خط موصی یا به خط دیگری باشد ولی در هرصورت باید به امضای موصی برسد و به ترتیبی که برای امانت اسناد در قانون ثبت اسناد مقرر گردیده در اداره ثبت اقامتگاه موصی یا محل دیگری که در آیین نامه وزرات دادگستری معین می گردد امانت گذارده می شود.» در وصیت نامه سری تنها امضای موصی باید متعلق به او باشد بنابراین اگر متن وصیت را شخص دیگری نوشته اما امضای موصی پای وصیت نامه باشد وصیت معتبر خواهد بود.قانون امور حسبی اشخاص بی سواد را از تنظیم وصیت نامه سری منع کرده است اما همین که شخص بی سوادی بتواند امضا کند برای تنظیم وصیت نامه سری کافی است.از آنجا که وصیتامه سری نزد اداره ثبت اسناد به امانت گذاشته می شود امکان گم شدن ندارد اما به لحاظ پیچیده بودن تشریفات اداری میزان استفاده از آن در بین مردم پایین است.برای رعایت تشریفات وصیت نامه سری پس از آنکه وصیت نامه تنظیم شد و به امضای موصی رسید می بایست مطابق قانون ثبت اسناد و املاک،در لفافی با لاک و مهر پیچیده شود و توسط موصی تقدیم اداره ثبت محل گردد همچنین موصی باید در حضور مسئول دفتر،تاریخ تسلیم امانت به وسیله موصی با نوشتن حروف قید گردد در این صورت اداره ثبت به موصی سند رسمی ثبت امانت می دهد.
- وصیت نامه غیرعادی(اضطراری):وصیت نامه هایی هستند که به دلیل شرایط خاص سیاسی،مالی،جانی و طبیعی امکان تنظیم وصیت توسط موصی به روش های خودنوشت،رسمی و سری وجود ندارد.این وصیت نامه ها مطابق قانون امور حسبی به چهار دسته تقسیم می شوند:وصیت نامه نظامی،وصیت در موارد خطر مرگ فوری،وصیت به هنگام شیوع امراض ساری و وصیت در هنگام مسافرت در دریا.

## سابقه تاریخی
قرآن کتاب مقدس مسلمانان بارها از واژه وصیت در امر استفاده کرده‌است. مانند: «و وصینا الْإِنْسَانَ بِوَالِدَیهِ حُسْنًا: ما به انسان توصیه کردیم که به پدر و مادرش نیکی کند.»
وصیت قبل از اسلام نیز واقع شده‌است: ابراهیم و یعقوب فرزندان خود را وصیت کرده‌اند: «و وصی بِهَا إِبْرَاهِیمُ بَنِیهِ وَیعْقُوبُ یا بَنِی إِنَّ اللَّهَ اصْطَفَی لَکُمُ الدِّینَ فَلَا تَمُوتُنَّ إِلَّا وَأَنْتُمْ مُسْلِمُونَ: و ابراهیم و یعقوب فرزندان خود را به این آیین، وصیت کردند: «فرزندان من! خداوند این آیین پاک را برای شما برگزیده است؛ و شما، جز به تسلیم در برابر فرمان خدا از دنیا نروید.»
همچنین طبق نقل تورات، در وصیت داود به سلیمان این‌طور آمده: «وقت وفات داود پادشا ه نزدیک می‌شد، پس به پسرش سلیمان اینطور وصیت کرد: چیزی از عمرم باقی نمانده‌است. تو قوی و شجاع باش و همواره از فرمانهای خداوند، خدایت پیروی کن…»
در انجیل نیز پولس اینطور وصیت می‌کند: «پولُس رسول … این نامه را که حیثیت وصیت‌نامه دارد به همکار و معاون جوان خود تیموتاوس می‌نویسد. پولُس نصیحت می‌کند که هیچگاه با چیزی که دروغ است سازش نکند و با وجود مشکلات، صرف حقیقت را موعظه نماید…»
و یا از داریوش اول که زرتشتی مذهب بوده، وصیتی به شکل سنگ نوشته ثبت شده: «اهورامزدا این کشور را از لشکر دشمن، از خشکسالی و از دروغ پاس دارد.»